# GD Chaves
Grupo Desportivo de Chaves je portugalský fotbalový klub z města Chaves na severu Portugalska. Byl založen v roce 1949. Své domácí zápasy hraje na Estádio Municipal de Chaves s kapacitou 8 800 míst.
Klubové barvy jsou červená a modrá.
V sezóně 2014/15 hraje v Segunda Lize (portugalská 2. liga).

## Úspěchy
Národní
- 1× finalista portugalského fotbalového poháru (2009/10)[2]
- 1× vítěz Segunda Divisão Portuguesa – Serie Norte (2012/13)[pozn. 1][3]